# Kemp Peak
Der Kemp Peak ist ein 340 m hoher und markanter Berg im ostantarktischen Kempland. Er ragt unmittelbar südöstlich der Stefansson Bay in den Stillwell Hills auf.
Teilnehmer der British Australian and New Zealand Antarctic Research Expedition (1929–1931) unter der Leitung des australischen Polarforschers Douglas Mawson entdeckten ihn im Januar 1930. Mawson benannte ihn nach dem britischen Meeresbiologen und Ozeanographen Stanley Wells Kemp (1882–1945), leitender Wissenschaftler der britischen Discovery Investigations von 1924 bis 1936. Norwegische Kartographen kartierten ihn anhand von Luftaufnahmen, die bei der Lars-Christensen-Expedition 1936/37 entstanden. Sie benannten den Berg deskriptiv als Hornet (norwegisch für Horn).